# JULIE II
『JULIE II』（ジュリー・ツー）は、日本の歌手である沢田研二の2作目となるオリジナル・アルバム。
1971年12月21日にポリドール （現ユニバーサルミュージック）からLP盤でリリースされた。
その後CD化され、1991年と1996年に東芝EMIから、また2005年にはユニバーサルミュージックから再リリースされている。

## 解説
ザ・タイガース解散、PYGでの活動を経てリリースされた本作は、「港」をテーマにしたコンセプト・アルバムである。ロンドンのオリンピック・スタジオでレコーディングされており、現地のオリンピック・サウンド・スタジオ・オーケストラが全面的に参加している。全ての作詞を山上路夫、全ての編曲を東海林修が担当しており、作曲はタイガース時代に所縁の深いミュージシャンとPYGのメンバーが楽曲を提供している。

## 収録曲
- 全作詞：山上路夫／編曲：東海林修

1. 霧笛
  - 作曲：東海林修
2. 港の日々
  - 作曲：かまやつひろし
3. おれたちは船乗りだ
  - 作曲：クニ河内
4. 男の友情
  - 作曲：クニ河内
5. 美しい予感
  - 作曲：井上堯之

「許されない愛」のB面曲。
6. 揺れるこころ
  - 作曲：大野克夫
7. 純白の夜明け
  - 作曲：加瀬邦彦
8. 二人の生活
  - 作曲：筒美京平
9. 愛に死す
  - 作曲：東海林修
10. 許されない愛
  - 作曲：加瀬邦彦
11. 嘆きの人生
  - 作曲：すぎやまこういち
12. 船出の朝
  - 作曲：大野克夫